# 공빈 최씨
공빈 최씨(恭嬪 崔氏, 생몰년 미상)는 조선 예종의 후궁이다.

## 생애
전주 최씨 최도일의 딸로, 1462년(세조 8년) 음력 6월 11일 당시 세자였던 예종의 후궁으로 선발되어 종5품 소훈에 책봉되었다. 공빈은 영순군의 부인과 자매간이며, 공빈의 고모할머니들은 각각 함녕군과 금성대군의 부인이고, 고모는 임영대군의 부인으로 귀성군을 낳는 등 왕실과 여러 갈래로 얽힌 인척이다. 최씨는 종2품 숙의로 있다가 1483년(성종 14년) 음력 6월 15일 종1품 귀인에 봉해졌다. 이후 언제 사망했는지는 알 수 없으며, 예종과의 사이에서 자녀는 없었다.
한편 공빈의 묘는 고양 대자동 경혜공주의 무덤 인근에 마련된 것으로 보인다. 정조 때 공빈 최씨의 무덤에 대해 수소문하였는데, 지평 정필조는 "고양 대자동에 경혜공주 무덤이 있는데, 그 옆에 예장한 큰 무덤이 있으나 비석이 마멸되어 자세히 알 수 없다."고 하였다. 한편 그 묘의 묘지기는 "최빈의 묘라고는 하는데 자세한 빈호는 알 수가 없다."고 하였고, 또 공빈 가문의 후손 최광억을 불러 조사하였으나, 최광억은 "공빈의 묘가 대자동 경혜공주 무덤 왼쪽에 있다고는 하는데 자세한 것은 알 수 없었다."고 하였다.고 기록되어있으나
현재 공빈 최씨의 묘는 고양시 대자동 964-1번지 전주최씨봉례공파종중회 선산 묘역에 마련되어있으며 전주최씨 봉례공파에서는 매년 후손들이 공빈 최씨의 시향제를 올리고있다. 전주최씨 봉례공파는 전주 최씨 중 가장 번성한 계파 시조 최순작의 후손들로 문열공계 8世평도공 최유경(평도공파), 9世경절공 최사강(경절공파)에서 분파되어 10世 봉례증우의정 최승령을 시조로 모시고 있으며, 공빈최씨는 11世 최도일의 막내딸이다. 참고로 9世경절공 최사강(경절공파), 10世 봉례증우의정 최승령(봉례공파), 11世 최도일은 조선왕조와 혼인 관계를 맺었다.

## 사후
영조 때 공빈 최씨가 문종의 계비인가에 대한 논란이 벌어지기도 했다.
1747년(영조 23년) 음력 12월 16일에 충청도의 유학 박통원이 문종의 왕비에 대한 고찰을 청하는 상소를 올렸다. 박통원은 《명사》〈열전〉에 문종 시기에 명나라에서 조선의 왕비에게 고명을 내린 사실이 적혀있는 점, 고양에 공빈 최씨의 것으로 전해지는 묘가 있는데, 최씨 족보를 살펴볼 때 실제로 공빈 최씨가 있으며 그 시기가 문종 때로 추정되는 점, 현덕왕후가 죽고 무려 12년이나 세자빈 및 왕비의 자리가 전례 없이 비어있었다는 점 등을 근거로 들었다. 이에 영조는 우선 《실록》을 상고하도록 명하였다.
다음날 영조는 조현명과 원경하 등을 통해 최씨의 일을 물었는데, 원경하는 예전에 북경에 갔다가 "권씨는 곧 최씨인데, 최씨는 최도일의 딸이다."라는 말을 들었다고 했다. 이에 영조는 "최도일은 임영대군 부인의 동생일 뿐이다."라고 하였고, 조현명은 《단종의궤》를 통해 공빈 최씨의 일에 대해서는 상고할만한 근거가 없어 알 수가 없다고 하였다. 영조는 강화도로 사람을 보내 《실록》을 참고하여 자세히 알아오도록 하였다. 한편 문제가 된 《명사》의 기록은 "문묘의 왕후 최씨"라는 내용으로 청나라의 왕홍서가 쓴 기록인데, 예전에 청나라에 다녀왔던 영의정 김재로는 이를 "권씨"로 고쳤다. 영조가 이 일에 대해 묻자, 김재로는 "신이 모르는 사이에 마음이 놀라 바꿨다."라고 하였다. 이에 영조는 우선 《실록》을 확인한 후에야 결정할 수 있는 일이며, 왕홍서의 기록은 믿을 만한 것이 못 된다고 하였다.
영조는 음력 12월 21일에 춘추관의 관리를 인견한 후, 공빈 최씨는 문종의 왕비가 아니며, 문종의 왕비는 현덕왕후 이후로 없었던 것이 맞다고 선언하였다. 그 근거로 현덕왕후 사후 문종이 후궁을 맞은 일은 있어도 세자빈을 책봉한 사실은 기록되지 않은 점, 소헌왕후 승하 때의 세자빈 복제 및 문종 승하 때의 왕비 복제를 마련하지 않은 점, 문종 때의 기록에 "공빈 최씨"라는 언급이 없는 점 등을 들었다. 또 단종 때 강맹경 등이 "오랫동안 모후가 안 계셨으니 귀인 홍씨로 하여금 내정을 총괄하게 하소서"라는 상소를 올린 점 또한 근거가 되었다. 그리고 왕홍서의 기록은 그저 성씨를 잘못 쓴 것일 뿐이고, 전주 최씨의 족보에 공빈 최씨를 기록한 것은 견강부회하여 그런 것이라고 하였다.
그러나 1791년(정조 15년)에 사간 윤행리가 다시금 이 일에 대해 고찰을 청하는 상소를 올렸다. 이에 정조는 영조 때의 기록을 상고하고, 또 왕홍서의 《명사》는 일종의 초고로 추후에 첨삭 및 수정이 행해진 후 반포된 《명사》가 정본이며 여기에는 문종의 왕비가 권씨인 것으로 기록되어 있기 때문에, 역시 공빈 최씨는 문종의 왕비가 아니라고 선언하였다. 그럼에도 이와 같은 상소는 고종 때에도 올라왔으며, 당시 조정에서는 지난 일을 자세히 알지 못 하고 상소를 올린 이국응을 처벌해야 한다고 하였다. 그러나 고종은 상소 원본을 돌려주고 이국응을 잘 이해시키고 뉘우치게 하도록 하였다.

## 가족 관계
- 조부: 최승녕
- 고모:임영대군의 처
- 고모부:임영대군-세종의 아들(4남)
- 아버지 : 최도일(崔道一, ?~1461)[2]
  - 남매 : 최세현(崔世賢)
  - 자매 : 영순군의 처
- 시아버지 : 제7대 세조(世祖, 1417~1468)
  - 남편 : 제8대 예종(睿宗, 1450~1469, 재위:1468~1469)